# Róka-lyuk (Tihany)
A Róka-lyuk barlangrom, amely a Tihanyi-félszigeten, a Balaton-felvidéki Nemzeti Park területén található.

## Leírás
A tihanyi Akasztó-hegy csúcsától kb. 20 m-re 40°-ra, a csúcsot alkotó lefejtett forráskúp maradványának aljában található a rombarlang. Hasonlóan közelíthető meg, mint az Akasztó-hegyi-üreg. Nagyjából 197 m tengerszint feletti magasságban van.
A barlangrom egy félköríves sziklafalból és ennek aljából induló két lejtős, járhatatlan szűk lyukból áll. A sziklafalon és a lyukakban is hévizes oldásnyomok láthatók. Mindkét lyukban rókák tanyáznak. A kőfejtéssel elpusztított barlang nyomainak jelentősége csekély.

## Kutatástörténet
Csak Eszterhás István munkáiban szerepel, más irodalmi jelzés, vagy kutatottsági nyom nincs róla.
Az Eszterhás István által 1989-ben írt, Magyarország nemkarsztos barlangjainak listája című kéziratban az olvasható, hogy a Bakony hegységben, a 4463-as barlangkataszteri területen, Tihanyban létezett Róka-lyuk gejziritben alakult ki. Az ismeretlen méretű barlang le van fejtve. A listában meg van említve az a Magyarországon, nem karsztkőzetben kialakult, létrehozott 220 objektum (203 barlang és 17 mesterséges üreg), amelyek 1989. év végéig váltak ismertté. Magyarországon 40 barlang keletkezett gejziritben. Az összeállítás szerint Kordos László 1984-ben kiadott barlanglistájában fel van sorolva 119 olyan barlang is, amelyek nem karsztkőzetben jöttek létre.
Az Eszterhás István által 1993-ban írt, Magyarország nemkarsztos barlangjainak lajstroma című kéziratban meg van említve, hogy a Bakony hegységben, a 4463-as barlangkataszteri területen, Tihanyban helyezkedett el a Róka-lyuk. A gejziritben keletkezett, ismeretlen méretű barlang le van fejtve. Az összeállításban fel van sorolva az a Magyarországon, nem karsztkőzetben kialakult, létrehozott 520 objektum (478 barlang és 42 mesterséges üreg), amelyek 1993 végéig ismertté váltak. Magyarországon 40 barlang, illetve mesterségesen létrehozott, barlangnak nevezett üreg alakult ki, lett kialakítva gejziritben. A Bakony hegységben 123 barlang jött létre nem karsztkőzetben.

## Irodalma
- Eszterhás István: Jelentés a Tihanyi-félsziget szpeleográfiai terepbejárásáról. In: Zentai Ferenc szerk.: Az Alba Regia Barlangkutató Csoport Évkönyve 1983. Kézirat. 38., 39. old. (A kézirat megtalálható a KvVM Barlang- és Földtani Osztályon.)
- Eszterhás István: Jelentés a Tihanyi-félsziget szpeleográfiai terepbejárásáról. In: Zentai Ferenc szerk.: Alba Regia Barlangkutató Csoport. MKBT Beszámoló, 1983. 62. old.
- Eszterhás István: Lista a Bakony barlangjairól. A Bakonyi Természettudományi Múzeum Közleményei, 1984. (3. köt.) 13–30. old. (Nincs benne említve az üreg.)
- Eszterhás István: A Tihanyi-félsziget barlangkatasztere. A Bakony Természettudományi Kutatásának Eredményei, 18. (1987.) 19., 26–27., 53., 64., 68. old.
- Eszterhás István: Magyarország nemkarsztos barlangjainak listája. In: Sivó Zsuzsanna – Zentai Ferenc szerk.: Az Alba Regia Barlangkutató Csoport Évkönyve 1989. Kézirat. 147., 148., 152. old. (A kézirat megtalálható a KvVM Barlang- és Földtani Osztályon.)
- Eszterhás István: Magyarország nemkarsztos barlangjainak lajstroma. In: Eszterhás István szerk.: Az MKBT Vulkánszpeleológiai Kollektívájának Évkönyve 1993. Kézirat. 42., 43., 48. old. (A kézirat megtalálható a KvVM Barlang- és Földtani Osztályon.)